# قول تورا-سان
وعدهٔ تورا-سان (انگلیسی: Tora-san's Promise) یک فیلم کمدی ژاپنی محصول ۱۹۸۱ به کارگردانی یوجی یامادا است. این بیست و هشتمین فیلم از مجموعه محبوب و طولانی‌مدت اوتوکو وا تسورای یو است.

## خلاصه
تورا-سان به خانه خانواده اش در تورا-یا بازمی‌گردد تا در یک جلسه گردهمایی کلاس مدرسه ابتدایی شرکت کند. بعد از اینکه با مست شدن و توهین به همه همکلاسی‌های سابقش خجالت می‌کشد، سفرش را از سر می‌گیرد. او در کیوشو با دختر ۱۸ ساله‌ای آشنا می‌شود که شیفته تورا سان می‌شود و او را دنبال می‌کند. یکی از دوستان قدیمی تورا سان به بیماری لاعلاجی مبتلا است و از تورا سان درخواست می‌کند و قول می‌گیرد که پس از مرگ او با همسرش ازدواج کند.

## ارزیابی انتقادی
استوارت گالبریث چهارم می‌نویسد که «وعدهٔ تورا-سان» یک ورودی با کیفیت متوسط در مجموعه «اوتوکو و تسورای یو» است، اگرچه این سریال استاندارد بالایی دارد. سایت آلمانی زبان molodezhnaja به «قول تورا سان» سه و نیم ستاره از پنج ستاره می‌دهد.